# Luis Delgado Vargas
Luis Delgado Vargas (Santa Cruz de Tenerife, España, 25 de agosto de 1965) es un exfutbolista español. Se desempeñaba en posición de centrocampista.

## Clubes
| Club              | País   | Año       |
| ----------------- | ------ | --------- |
| Deportivo Aragón  | España | 1983-1984 |
| S. D. Amorebieta  | España | 1984-1987 |
| C. D. Tenerife    | España | 1987-1992 |
| R. C. D. Mallorca | España | 1992-1993 |
| Rayo Vallecano    | España | 1993-1994 |
| Granada C. F.     | España | 1994-1995 |
| U. D. Las Palmas  | España | 1995-1996 |
| C. D. Mensajero   | España | 1996-1997 |